# Vasja Simčič
Vasja Simčič, slovenski nogometaš, * 1. julij 1983, Kanal.
Simčič je nekdanji profesionalni nogometaš, ki je igral na položaju vratarja. Celotno kariero je branil za slovenske klube Gorico, Izolo, Brda, Koper, Tolmin in Tabor Sežano. Skupno je v prvi slovenski ligi odigral 251 tekem. Z Gorico je trikrat zapored osvojil naslov slovenskega državnega prvaka, v sezonah 2003/04, 2004/05 in 2005/06, s Koprom pa leta 2015 slovenski pokal in SuperPokal. V letih 2004 in 2005 je branil sedem tekem za slovensko reprezentanco do 21 let.